# Phanerochaete exilis
Phanerochaete exilis är en svampart som först beskrevs av Edward Angus Burt, och fick sitt nu gällande namn av Harold H. Burdsall 1985. Phanerochaete exilis ingår i släktet Phanerochaete och familjen Phanerochaetaceae.   Inga underarter finns listade i Catalogue of Life.